# Stor-Skirsjön
Stor-Skirsjön är en sjö i Strömsunds kommun i Ångermanland och ingår i Ångermanälvens huvudavrinningsområde. Sjön har en area på 8,82 kvadratkilometer och ligger 271,9 meter över havet. Sjön avvattnas av vattendraget Skirsjöån.

## Delavrinningsområde
Stor-Skirsjön ingår i det delavrinningsområde (710430-151360) som SMHI kallar för Utloppet av Stor-Skirsjön. Medelhöjden är 295 meter över havet och ytan är 29,6 kvadratkilometer. Räknas de 12 avrinningsområdena uppströms in blir den ackumulerade arean 103,27 kvadratkilometer. Skirsjöån som avvattnar avrinningsområdet har biflödesordning 3, vilket innebär att vattnet flödar genom totalt 3 vattendrag innan det når havet efter 199 kilometer. Avrinningsområdet består mestadels av skog (55 procent). Avrinningsområdet har 8,81 kvadratkilometer vattenytor vilket ger det en sjöprocent på 29,7 procent.